# 캐나다 스탠다드차타드은행
캐나다 스탠다드차타드 은행 ( Standard Chartered Bank of Canada)은 영국 스탠다드차타드 은행 ( British Standard Chartered Bank)의 캐나다 은행 부문이었습니다. 스탠다드차타드 은행은 영국계 남아프리카 공화국의 스탠다드은행(1862)과 인도와 호주, 중국 차타드 은행(1853)이 1969년에 합병해서 만들어졌다  . 1990년대에 두 개의 소매 지점을 몬트리올 은행에, 상업 지점을 토론토 - 도미니언 은행에 매각하여 캐나다를 떠났다. 스탠다드차타드의 분리 된 금속 서비스 사업인 Mocatta Metals는 ScotiaMocatta를 형성하기 위해 1997년 스코샤 은행에 매각되었다  .

## 현재 운영
스탠다드차타드 은행은 현재 해리슨 러브그로브( Harrison Lovegrove & Co.)와 아메리칸 익스프레스은행을 인수하여 캘거리와 토론토에 2개의 소규모 사무실을 운영하고 있다.
- 토론토 - Gryphon Partners Canada Incorporated (20 Adelaide Street East)
- 캘거리 - 스탠다드차타드 기업 금융 (캐나다) (420, 635 8th Avenue SW, Hanover Place) (이 위치에 더 이상 없음)